# Magyarország és Hollandia kapcsolatai

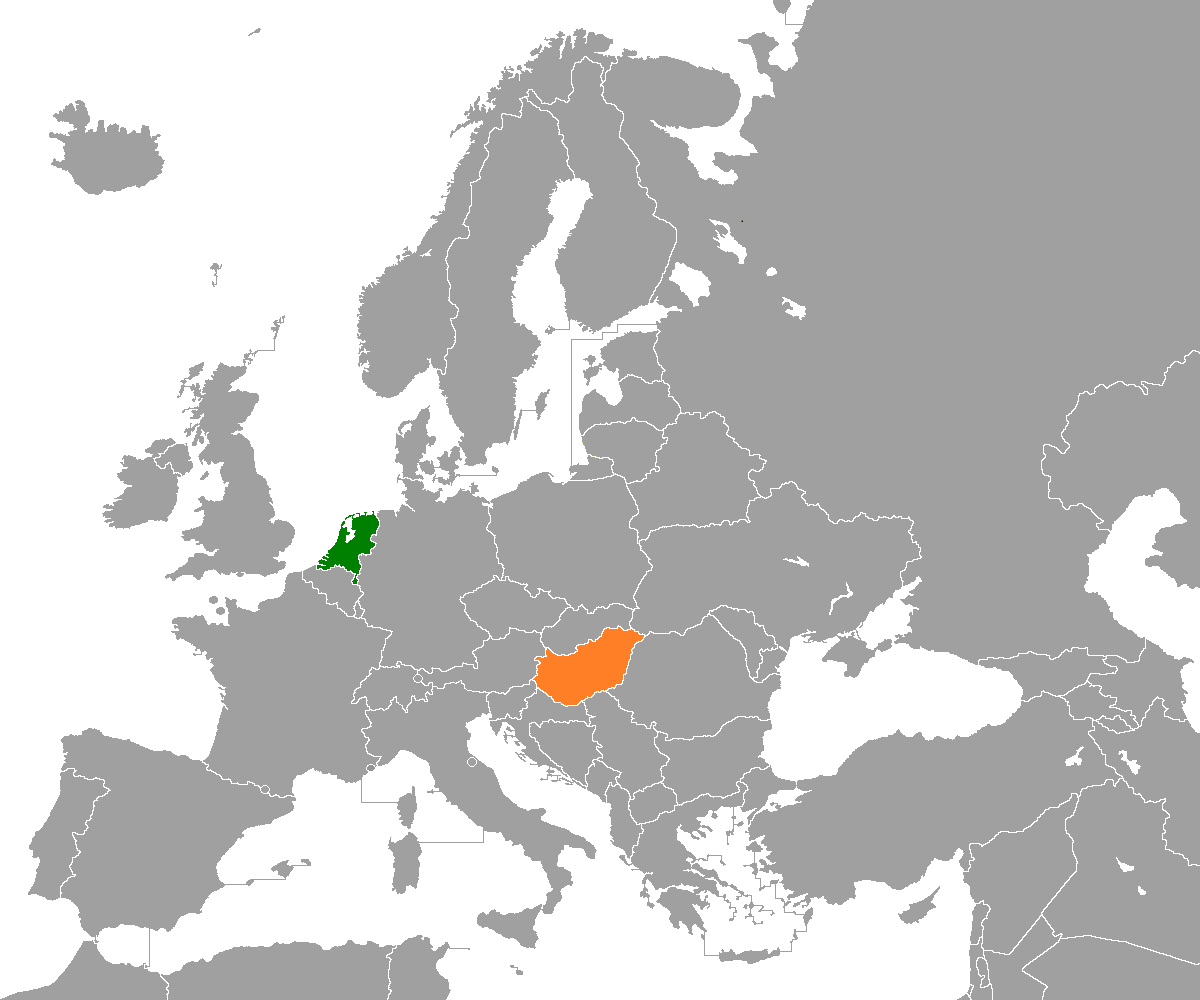

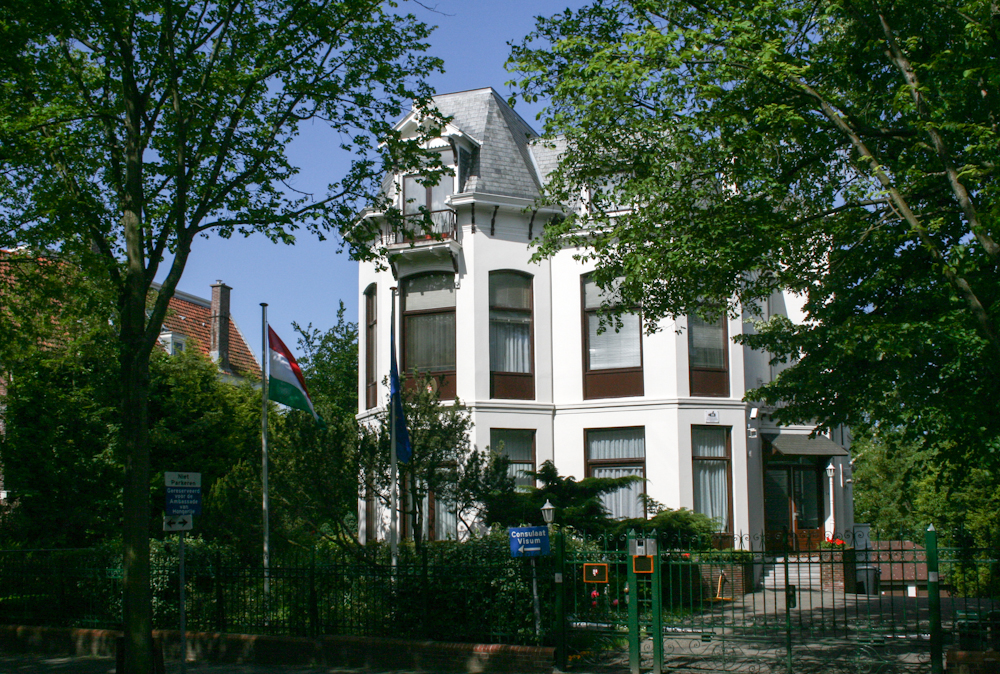
Magyarország hágai nagykövetsége (2007)

Magyarország és Hollandia kapcsolatai a történelem során viszonylag szerények voltak. A kapcsolatok először a reformáció idején lendültek fel, amikor az aranykorát élő Hollandia jelentős támogatásban részesítette az oda tanulni érkező magyar vándordiákokat. A holland közönség már a 19. századtól nagyra becsülte a magyar kultúra eredményeit, különösen az irodalom és a zene területén. Az első világháború után újra nagy jelentőséget kapott a holland jótékonyság: nyomorgó és árva magyar gyermekek nagy számban érkeztek Hollandiába, ahol családok fogadták be őket ideiglenesen vagy véglegesen.
Az 1956-os forradalom után újra nagy számú magyar menekült érkezett Hollandiába, ahol igen segítőkészen fogadták őket. A Hollandiában élő magyarok a 20. század végén, a 21. elején is megbecsült tagjai az ottani társadalomnak, sokuk jelentős eredményekkel járult hozzá az ország fejlődéséhez. A rendszerváltás után Magyarországra is jelentős számban érkeztek hollandok. A sűrűn lakott országban évszázados hagyomány a kivándorlás, és nálunk is sokan, főleg nyugdíjasok, idősebbek telepedtek le csendes vidéki falvakban.

## Előzmények
Magyarországon az Árpád-korban több hullámban jelentek meg nyugat-európai telepesek, akiknek jelentős része az akkori Németalföld (nagyjából a mai Hollandia, Belgium és Luxemburg) területéről származott. Elvándorlásuk fő oka a szülőhelyükön kialakult viszonylagos – a korabeli termelőerők, mezőgazdasági technika fejlettségéhez mért – túlnépesedés, illetve a Magyarország akkor területén rendelkezésre álló művelhető területek bősége volt.
A bevándorlók között flandriai telepesek is érkeztek II. Géza magyar király korában Dél-Erdélybe. 1191. december 20-án kelt oklevelében III. Celesztin pápa számukra önálló prépostságot hozott létre Nagyszebenben, ami nem tartozott az erdélyi püspök fennhatósága alá. A flamand és a holland a korabeli latinban egymás szinonimája volt (Hollandi, qui et Flamingi nunsupantur). A nyelvjárások kutatói szerint II. Géza hívására leginkább Flandria, Luxemburg, a Mosel- valamint az Alsó- és Középső-Rajna vidékéről, azaz az alsófrank nyelvjárást használók területéről érkeztek telepesek Erdély déli részébe.
A Szerémségben még korábban letelepedtek a tágabb németalföldi térségből érkező földművesek, ők azonban inkább újlatin nyelvűek, vallonok lehettek: erre utal Nagyolaszi település, amit 1096-ban Franca Villa néven említ egy oklevél, sőt a Fruška Gora eredeti neve is Franska  Gora, azaz frank hegy volt. Egyértelműen utal első lakóinak származására Borbánd település neve is, amit a Brabantból a 12. században érkezett telepesek alapítottak.

### Zsigmond király idején

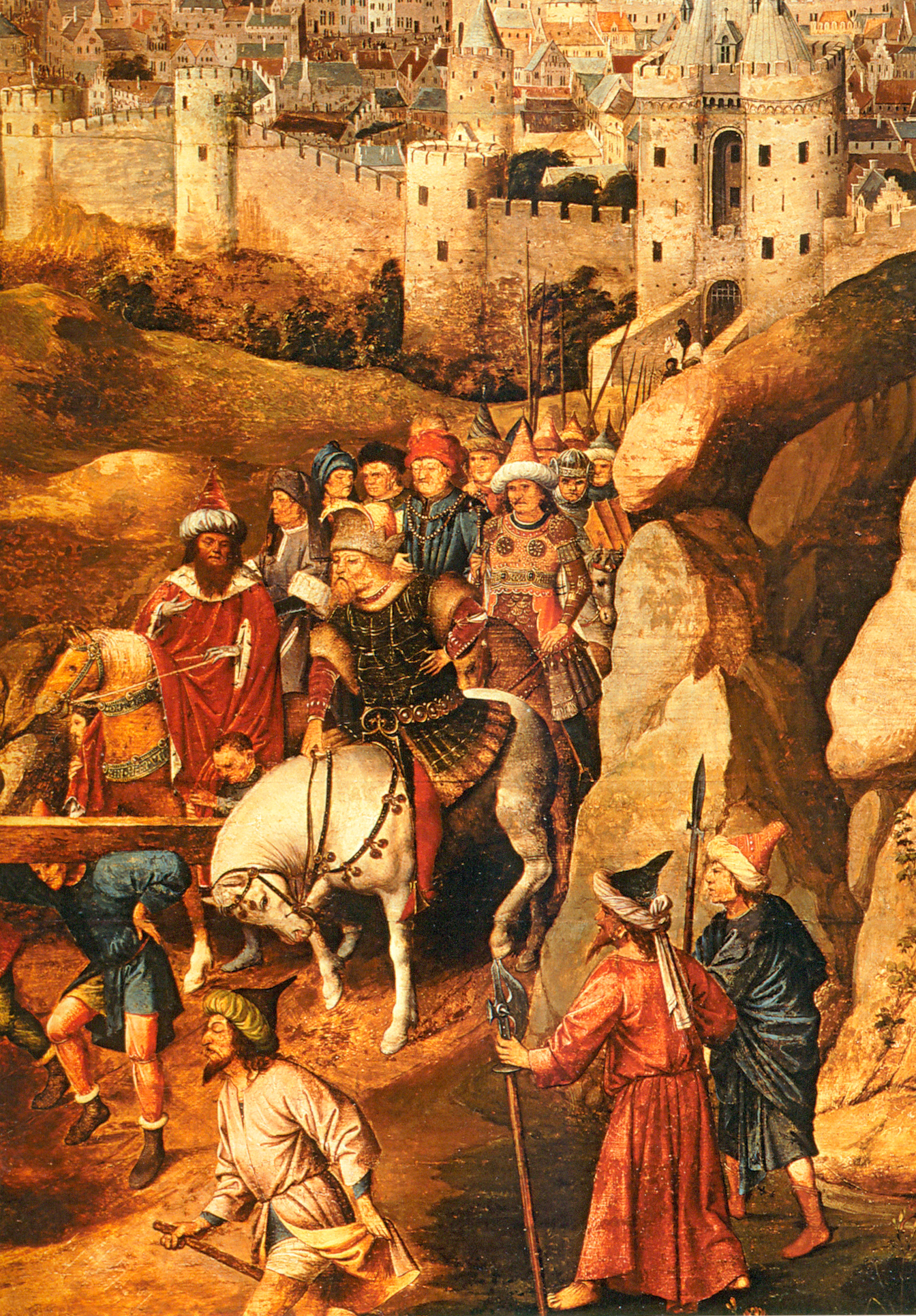
Zsigmond király ábrázolása kíséretével

A fél évszázadig magyar királyként is uralkodó Luxemburgi Zsigmond politikai tevékenységének nagyobb részét Nyugat-Európában fejtette ki, ezen belül németalföldi ügyekkel is sokat foglalkozott. Megelőzte korát annak felismerésében, hogy „Észak-Németalföld”, hozzávetőlegesen a mai Hollandia (Holland grófsága, Hennegau és Zeeland grófsága, Frízföld és Geldern) önállóságra törekszik, és nem kér az akkoriban előkelőbb déli, francia nyelvű burgundok valamint a flamandok gyámkodásából. A Zsigmond udvarában tevékenykedő magyar vagy magyarországi származású urak révén sokat bővülhetett a Magyarországon a hollandiai tartományokról kialakított kép is.

## Magyar-németalföldi kulturális kapcsolatok a reneszánsz korában
A magyar-németalföldi kulturális kapcsolatok két fontos tényezője volt az 1425-ben alapított leuveni egyetem, valamint a könyvnyomtatás gyors fejlődése Németalföldön.
1481-ben jelent meg Leuvenben, J. de Westfalia kiadásában, Michael de (H)ungaria „Sermones tredecim” (13 szentbeszéd) című műve. A „Magyarországi Mihály” néven publikáló szerző könyvét Westfalia a következő években, 1482-ben, 1483-ban, 1484-ben és 1486-ban újra kiadta, de ezeken kívül megjelent ez a mű 1484-ben Leidenben is, egy egyszerűbb kivitelű kiadásban. 1491-ben Deventerben adott ki Magyarországi Mihály páter egy egész évre szóló prédikációs kötetet. 1498-ban Haguenauban jelent meg Sermones dominicales perutiles (Igen hasznos vasárnapi szentbeszédek) című műve, aminek címlapja közli, hogy Mihály obszerváns minorita barát volt. (Mihály páter 1499-ben Kölnben is publikált egy könyvet.)
A 16. században, a reneszánsz idején megélénkültek általában az európai humanisták, és ezen belül a németalföldi (Rotterdami Erasmus, Justus Lipsius) és magyarországi gondolkodók Dudith András, Zsámboky János, Rimay János közötti kapcsolatok is. Rimay és Dudith Lipsiusszal levelezett, Zsámboki Nicasius Ellebodiusszal folytatott filológiai és orvostudományi kérdésekről eszmecserét Pozsonyban. Lipsius kötetben adta ki levelezését, és ebben szóba került Zsámboki és Dudith is. Laskai János a latinul nem tudó polgárság számára magyarul is megjelentette 1641-ben a „Justus Lipsius az állhatatosságról irt könyvei” és „Justus Lipsiusnak a polgári társaságnak tudományáról írt hat könyvei” című köteteket. Az első mű ebben a fordításban 27 kiadásban jelent meg! Dudith András tekintélyére jellemző, hogy Janus Dousa (1545-1604), az egyik legnevesebb holland humanista, jogász, a legfőbb bíróság tagja, történész, politikus és diplomata, latin és holland nyelvű költő is a barátjának tekintette.
A kor legjellegzetesebb németalföldi-magyar kulturális kapcsolatai Nicasius Ellebodius személyéhez fűződnek. Oláh Miklós 1558-ban nevezte ki a fiatal tudóst a nagyszombati főiskola magisterének. 1560-ban esztergomi kanonoki stallumot is kapott, bár nem volt pap.
Ekkoriban a Bécs–Pozsony–Nagyszombat háromszögben tartózkodott Charles Utenhove költő, Hugo Blotius jogász, Carolus Clusius németalföldi botanikus. Blotius, Liszti János magyar kancellár beosztottja, majd a bécsi Hofbibliothek létrehozója volt, Clusius tanulmányt írt a magyar gombafajokról, majd a bécsi botanikus kert igazgatója lett. Ellebodius szoros barátságot ápolt velük, valamint Zsámboki Jánossal és más magyar urakkal is. Kialakult egy humanista kör, amelyben a magyar, flamand, német vagy más származás mellékes volt. Többnyire katolikusok voltak, de amikor Dudith püspök kivált a katolikus egyházból, továbbra is a tudós társaság megbecsült tagja maradt.
A vallási és politikai ellentétek fokozódása elhozta a reneszánsz és a humanizmus hanyatlását. A Habsburg-birodalom két részre vált, a spanyol világhatalomra és a gyengülő német császárságra. Németalföld is felbomlott: déli részének, a mai Belgiumnak a kulturális fejlődése megtorpant, északon viszont megkezdődött a holland aranykor. Itt a református egyház győzedelmeskedett, ami a magyar reformátusok részére új lehetőségeket nyitott.

### Dinasztikus kapcsolat

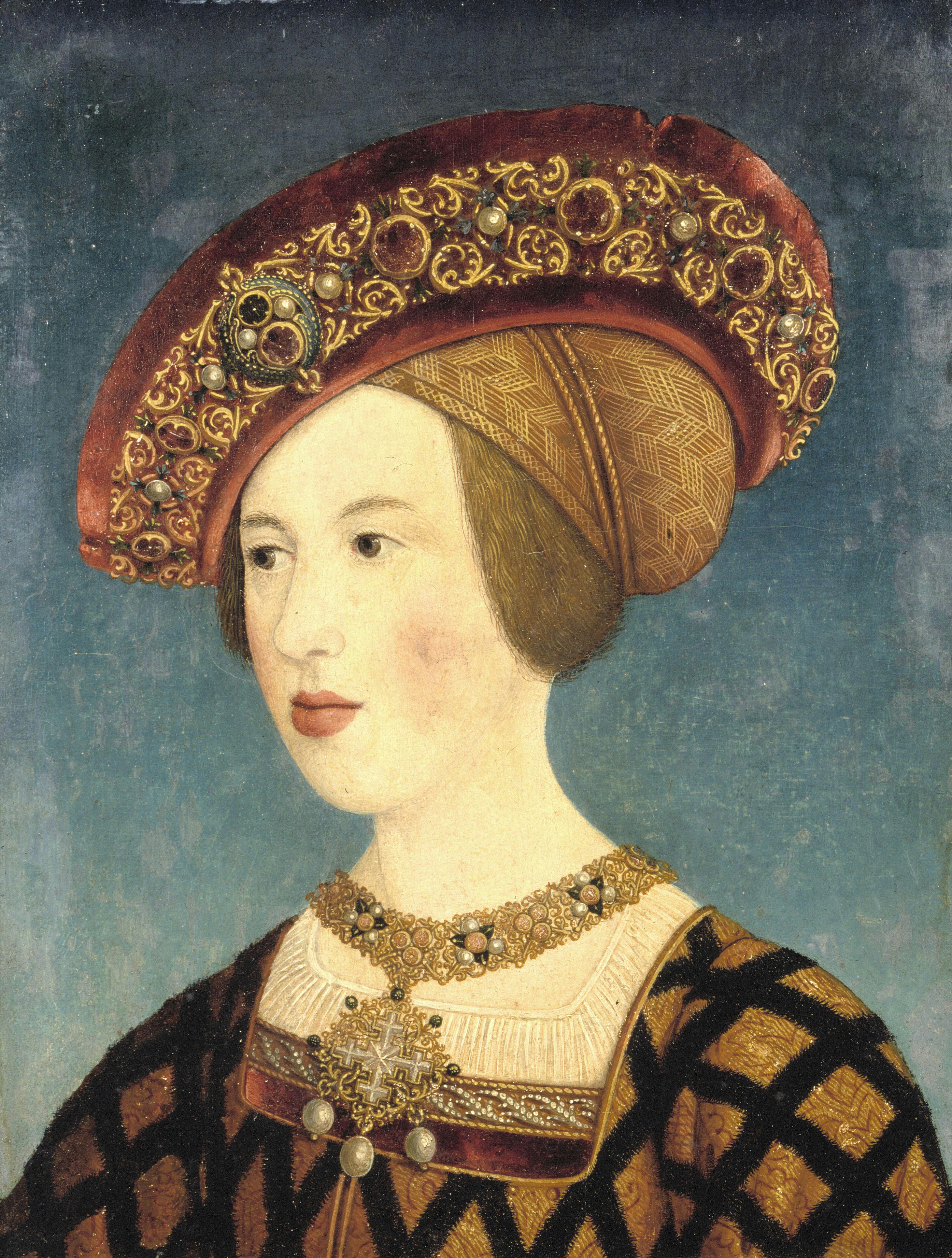
Habsburg Mária portréja, Hans Maler zu Schwaz festménye

II. Lajos magyar király 1521-ben feleségül vette Habsburg Máriát, ezzel dinasztikus kapcsolat is létrejött Magyarország és Németalföld között. A mohácsi vész után az özvegy királynét 1531-ben bátyja, V. Károly német-római császár Németalföld kormányzójává tette. Mária kíséretében volt titkára, Oláh Miklós, aki Brüsszelben írta meg (1536-37) Hungaria – Athila című művét. Oláh 1542-ben visszatért Magyarországra, ahol zágrábi püspök majd esztergomi érsek és 1562-ben hercegprímás lett, és tovább ápolta a kulturális kapcsolatokat Németalföld és Magyarország között.
Mátyás király halála után erősen csökkent a Magyarország iránti érdeklődés a Németalföldön, figyelmük az akkoriban felfedezett Újvilág felé fordult. A kormányzóvá lett özvegy magyar királyné, akit Magyar Máriának is neveztek Németalföldön, azonban újra felkeltette az érdeklődést Magyarország iránt. Titkára, Oláh Miklós, a hazájáról közreadott könyveivel földrajzi és történelmi ismereteket nyújtott a helyi tanult közönségnek. 1550 körül Németalföldön lényegesen többet tudtak Magyarországról, mint Magyarországon Németalföldről. Maga a „Németalföld” kifejezés is ismeretlen volt még, helyette a „Belgia” vagy „Belgica” szót használták földrajzi fogalomként. A magyar királynéből lett kormányzót „flamand asszonyként” emlegették.

## Magyar–holland kapcsolatok a reformáció idején
A hollandiai reformáció győzelme után százával utaztak magyar református fiatalok Hollandiába, legtöbbjük azzal a céllal, hogy ott készüljenek fel hazai lelkészi, jogi, pedagógiai pályájukra, mint Apáczai Csere János vagy Bethlen Miklós. A magyar diákok helyzetét segítette a már akkor is hagyományos holland jótékonyság, részben az egyetemek hírnevének öregbítése érdekében is alapítványok jöttek létre a magyar diákok létfenntartásának biztosítására. A holland államhatalom részeként működő református egyház is kötelességének tartotta a szorongatott, nehéz helyzetben lévő magyar társegyház támogatását.
A holland támogatás nagyon fontos volt a diákság számára, mivel a korábbiaktól eltérően nem vagyonos családból érkező ifjak, hanem többnyire tehetséges középosztálybeli vagy jobbágyszármazású fiatalok érkeztek a hollandiai egyetemekre. A magyar egyház, magyar mecénások támogatták kiutazásukat, ottani megélhetésüket viszont általában a holland alapítványok fedezték. A magyar diákok is hozzájárultak disszertációik révén a holland kultúra gyarapításához. Közülük néhányan Hollandiában is maradtak tudósként, oktatóként.
Ebben az időben megszűnt a korábbi humanista tolerancia, a vallási küzdelmek miatt a Hollandiából hazatérő fiatalok gyakran eretnekség gyanújába keveredtek. Ebben az időben igen sok magyar nyelvű könyv jelent meg holland kiadóknál a legkülönbözőbb, gyakran technikai-tudományos témákban is.
A kisebb holland egyetemek elsősorban a lelkészek képzésével foglalkoztak, de a nagyobbak, mint a leideni és az utrechti, több fakultással rendelkeztek, néha egész különös szakokkal, mint például az erődépítészet.

A 17. században az útleírás műfaja a virágkorát élte. 1600 körül a két ország tájékozottabb közvéleménye már fogalmat alkothatott egymás országairól. Az első holland újság, amit sokan a világ első igazi újságjának tekintenek,  a Courante uyt Italien, Duytslandt &c („Hírek Olaszországból, Németországból, stb.”) Amszterdamban jelent meg 1618-ban, és Közép-Európából is leadott híreket a holland olvasóknak. Kassán, 1620-ban jelent meg Szepsi Csombor Márton európai útleírása (Europica varietas avagy Szepsi Csombor Mártonnak Lengyel-, Mazur-, Pruz-, Dánia, Frizia, Hollandia, Zélandia, Anglia, Gallia, Német- és Csehország ... rövid leírása ...) Szepsi Csombor három holland tartományt autonóm államként említ írásában, és szól a hollandiai kálvinizmuson belüli ideológiai küzdelmekről, az „arminiánus eretnekségről”, Jacobus Arminius vitatott tanairól is. Különleges a korcsolyasportról szóló beszámolója is:

„ ... felköti a csontból vagy csak fából csinált csuszkondót ... lábainak mesterségesen való félretaszítása által, felhányása és mozgása által ... elindulnak és oly sebességgel mennek, hogy ég alatt nincs oly ló, ki velük elérkeznék.”

A 17. században a holland köztársaság és bécsi udvar felvette a diplomáciai kapcsolatokat. A két ország reformátusai azonos valláson voltak, bár a hollandiai szabadelvűségtől és a kartezianizmustól idegenkedett a magyar református egyház.
Magyarországon nagy tekintélye volt a hollandiai nyomdaiparnak a szakemberek közében; Misztótfalusi Kis Miklós nem csak tanult ott, de hozzá is járult a nyomdaipar fejlődéséhez. A holland szabadelvűség és a kereskedő szellem, valamint a fejlett nyomdaipar eredményeként tömegével nyomtatták ott az „eretnek” könyveket szép haszon reményében. Az éles teológiai viták ebben a korszakban komoly egzisztenciális veszélyt is jelentettek a résztvevőkre; az ellenfelet ellenségnek tartották, az ökumenizmus főbenjáró bűn volt.
A holland-magyar kulturális kapcsolatok egyik központja volt az Utrechti Egyetem, amelynek egyik folyosóján van egy dombormű, amely magyar diákot ábrázol Debrecen és Utrecht között. A leideni és groningeni, valamint a később megszűnt franekeri és harderwijki egyetemek is sok száz magyart fogadtak be.
1641 után alapítványok, ösztöndíjak létrehozásával hosszú időre intézményesítették a magyar diákok befogadását. Az 1761-ben létrejött Stipendium Bernardinum magyar és pfalzi hallgatókat karolt fel. A diákokat egyszerű polgároknál szállásolták el, így betekintést kaptak a holland és a fríz nép életébe. Holland tudományos körökben saját nemzeti nyelvüket már korán megbecsülték, aminek az ott járt fiatal tudósok révén Magyarországon is kedvező hatása volt.

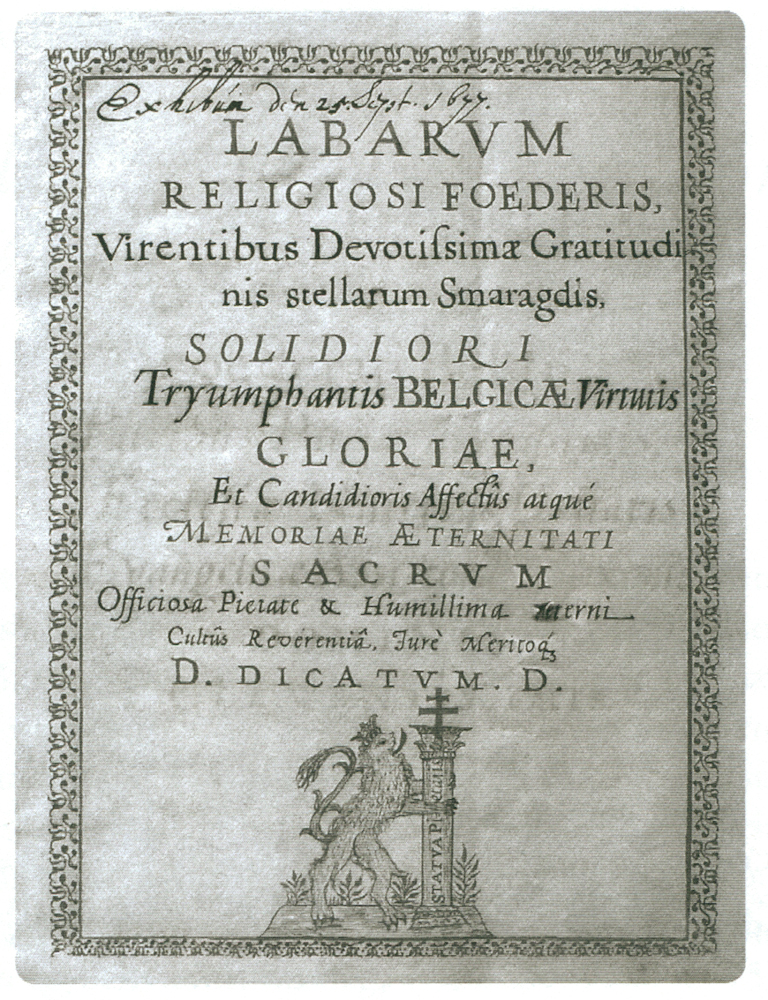
Csúzi Cseh Jakab hálaadó könyvének címlapja a holland oroszlánnal, amint az megtámogatja a magyar kettős keresztet

Michiel de Ruyter admirális 1676-os haditette, a magyar gályarab-prédikátorok kiszabadítása fogságukból a kultúrában is nagy visszhangot váltott ki. Kocsi Csergő Bálint 1676-os, Zürichben megírt latin nyelvű jelentése nyomán már 1677-ben megjelent Hollandiában az illusztrált Kort en waaragtig verhaal (A magyarországi evangélikus prédikátorok üldözésének rövid és igaz elbeszélése). Ugyancsak irodalmi színvonalú és szépen illusztrált Abraham van Poot 1684-es műve, a Hongarise vervolginge (Magyarországi üldözések). Csúzi Cseh Jakab hálaadó könyvet írt, miután társaival holland segítség révén kiszabadult fogságából.
Hollandia fejlődése a 18. században lelassult, az aranykor véget ért. Nemzetközi hatalmi helyzetében Angliával szemben, a kultúra területén másik nagy szomszédjától, Franciaországtól maradt le. Az ország vonzereje valamelyest csökkent, de egészen Napóleon koráig érkeztek peregrinusok Magyarországról a holland alapítványok és magyar mecénások, mint Teleki Pál meg Teleki Sándor jóvoltából. A magyar diákok helyzete azonban igen sokféle volt, nehézségek is akadtak. A peregrinusok panaszkodtak az étkezésre, az időjárásra, a fűtetlen házakra, a ruházkodásra. Másrészt egyes diákok magaviselete, duhajkodása rontotta a magyar hírnevet. A nagy tudású Csernák László hollandiai munkássága viszont komoly elismerést váltott ki.

### A gályarab prédikátorok Hollandia-képe
A gályarabságra ítélt protestáns prédikátorok hollandok általi kiszabadítása nyomán nem csak ők maguk voltak hálásak, hanem kialakult és hagyományozódott a magyar protestánsok körében a szenvedő hittestvéreikért aktívan beavatkozni kész Hollandia képzete. Ennek nyomán I. Apafi Mihály Buda 1686-os visszafoglalása után Hollandia segítségét kérte a bécsi udvarral szemben Erdély szuverenitásának és a szabad vallásgyakorlat megóvásának érdekében. Ebben az időben a holland köztársaságban a hatalmat gyakorló rendi gyűlés, a Staten-Generaal, valamint III. Orániai Vilmos helytartó a magyarországi protestánsok irataiban „a keresztény vallás legjelentősebb patrónusai” állandó jelzőt, epitheton ornanst érdemelték ki. Bethlen Miklós így fogalmazott: „Anglia és Hollandia, ahol több mint két évig magam is tanultam, nekünk, erdélyi reformátusoknak második anyánk és hazánk.”

### Németalföldön nyomtatott magyar könyvek

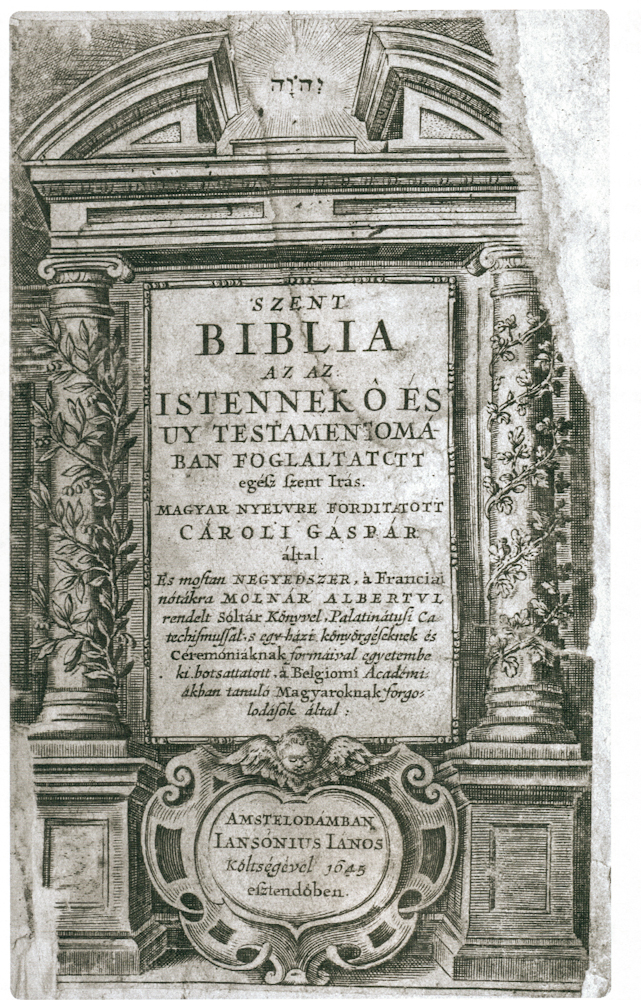
Az első Hollandiában nyomtatott magyar biblia címlapja

A fejlett hollandiai könyvnyomtatást nagy segítséget tudott nyújtani  magyarországi reformátusoknak. A Debreceni Református Kollégium Nagykönyvtára teljes sorozatot őriz a Hollandiában megjelent magyar nyelvű bibliákból:
- 1645 Amszterdam (Johann Jansson)
- 1685 Amszterdam (Misztótfalusi Kis Miklós, Miskolczi Csulyak Ferenc nyomdász közreműködésével)
- 1700 Amszterdam
- 1717 Leiden (Komáromi Csipkés György)
- 1725 Amszterdam
- 1730 Utrecht
- 1737 Utrecht
- 1747 Utrecht
- 1765 Utrecht
- 1794 Utrecht (Kisszántói Pethe Ferenc)

A hollandiai bibliakiadásoknak köszönhetően néhány évtized alatt megszűnt Magyarországon a bibliahiány. A korábban a lelkészek számára sem mindig elérhető szent könyv később már a nagyközönség kezén is forgott. A protestáns tudósok figyelme kiterjedt az eredeti arámi, szír, héber, görög és más nyelvű változatokra is. Például Tofeus Mihály erdélyi püspök 1646–49 között több holland egyetemen is járt, és tucatnyi hebraisztikai nyomtatvánnyal tért haza. A 17. században magyar szerzők tollából négy héber nyelvtankönyvet nyomtattak, ebből 25 év alatt hármat Franekerben és Utrechtben, a negyediket a Hollandiában tanult Misztótfalusi Kis Miklós kolozsvári műhelyében.
A debreceni református nagykönyvtárban a meghatározó ortodox református teológiai tekintélyek mellett megtalálhatók a remonstránsok, a puritanizmus, a coccejanizmus, a pietizmus, a kartezianizmus, majd a korai felvilágosodás képviselőinek könyvei, sőt a kálvinizmus fő irányvonalától messze eltérő, misztikus, kabbalista és okkult munkák is jelen vannak. Ezeket a hollandiai magyar peregrinusok, vándordiákok a toleránsabb vallási magatartást tanúsító holland tartományokban vásárolták. A holland nyomdák termékei tehát intenzíven és széles körűen alakították a korabeli magyar református értelmiségiek szellemi horizontját.

## A magyar kultúra Hollandiában a 19. században
A 19. századra sokat változott a kultúra Hollandiában és Magyarországon is, bár egymástól eltérő módon. Hollandiában egyre nagyobb szerepet kapott a sajtó, nőtt a közvélemény tájékozottsága. A holland polgárcsaládokban szokásossá vált a lexikonok használata, ezek a kötetek a biblia mellé kerültek a könyvespolcra. Gyakoriak lettek a népiskola elvégzése után az esti tanfolyamok, kereskedelmi kurzusok. Elterjedt a kerékpár használata, ami lehetővé tette a vidéki tehetősebb családok fiainak eljutását a városi középiskolákba.
Magyarországon az általános kulturális színvonal emelkedése lassabb volt, de a hollandiainál jobban fellendült az irodalom és a zeneművészet. A magyar irodalom többnyire német közvetítéssel jutott el Hollandiába, a magyar zene is népszerű lett.
A magyar református teológusok hollandiai képzése visszaesett, a bécsi kormányzat 1817-ben betiltotta a református diákok külföldi képzését. 1816 és 1856 között mindössze 9 magyar ösztöndíjas érkezett Hollandiába.
A század elején jelent meg Hollandiában egy ponyvaregény Georg Schobri de rooverhoofdman van Hongarije (Sobri György, a magyarországi rablóvezér) címmel. 1844-ben már egy komolyabb munka, egy szociográfiai, művelődéstörténeti tanulmány tájékoztatta a holland olvasókat Magyarországról W. A. C. de Jonge tollából: Pest en Presburg in 1843. A cikk megdöbbenéssel rögzíti az olyan tényeket, miszerint az Esterházyak Magyarország egyharmad részét birtokolják, hogy a nemesek nem fizetnek adót, hogy a „szolgákra” (jobbágyokra) külön igazságszolgáltatás vonatkozik. Beszámol „a parasztok rettenetes helyzetéről”, közli, hogy „gyűlölet és bosszúvágy tölti be a boldogtalan paraszt szívét”, ennek tulajdoníthatók a betyárok cselekedetei. Arról is beszámol, hogy Buda és Pest kivételével az országban alig létezik a közoktatás. Dicséri viszont a fejlett dunai hajózást, a virágzó irodalmi és a színházi életet. A magyar írók közül megemlíti Teleki József és László, Döbrentei Gábor, Batsányi János, Báthori Gábor és Fejér György nevét. De Jonge cikkét így fejezi be: „Magyarország helyzete nem rózsás, jövője sötét. De az ország gazdag és fejlődésre alkalmas; a nép erős és szelleme bátor”.
Az 1848-as forradalom hollandiai visszhangja eleinte nem volt különösebben lelkes a többségében királyhű és rendszerető holland nép körében. Ez azonban egycsapásra megváltozott, amikor 1849-ben megkezdődtek a megtorlások. Még a legkonzervatívabb holland költő, Isaäc da Costa (1798-1860) is szenvedélyesen tiltakozott az embertelenség ellen. 
Eeltje Halbertsma 1849. november 2-ára, halottak napjára keltezte Batthyany's dead. Ut de oarloch fen Eastenryk tsjin Hongarye (Batthyány halála. Ausztria Magyarország ellen viselt háborújából) című, fríz nyelven írt versét, ami fennkölt stílusú vádbeszéd az osztrákok ellen, buzdítás a magyarok mellett. Az 1850-es Utrechtsche Studenten-Almanakban két „negyvennyolcas” vers is szerepel, az egyik De Hongaarsche ruiter (A magyar lovas) című allegorikus vers, amely a magyarok diadalát ígéri, Allard Pierson teológus és művészettörténész tollából.
A szabadságharc élet-halál harca a hollandok figyelmét Magyarország felé fordította, az újságírás az eseményeket szinte napról napra követte. A szabadságharc bukása után is fennmaradt a közvélemény szimpátiája és érdeklődése, könyvek jelentek meg Magyarországról, megindult a magyar irodalom fordítása holland nyelvre.
A magyar klasszikusok megjelenése Jósika Miklós német nyelven írt, Die Familie Maillot című műve fordításával kezdődött 1856-ban. Eötvös József Elbeszélések című kötete 1863-ban Hongaarsche dorpsverhalen (Magyar falusi történetek) holland címmel jelent meg, később lefordították és kiadták A karthausi és a Gondolatok című művét is. A legsikeresebb magyar szerző Hollandiában ebben az időszakban Eötvös volt. Jókai Mór műveinek első fordításai nem arattak különösebb sikert, témaválasztása nem érintette meg a holland olvasókat. 
Az ekkoriban megjelent holland lexikonok és útikönyvek már mind foglalkoztak kisebb-nagyobb terjedelemben Magyarországgal, de sok tévedést is tartalmaztak.
A festészet terén a magyar eredmények, Munkácsy Mihály, Benczúr Gyula és Szinyei Merse Pál művei nem váltottak ki különösebb visszhangot Hollandiában, ahol ekkoriban már Vincent van Gogh kezdte kibontakoztatni művészetét. Ismeretes viszont, hogy 1884-ben Munkácsynak volt egy jelentősebb kiállítása Hollandiában, ahol kiállították Krisztus Pilátus előtt című festményét is. Az amszterdami színiiskola növendékeit is elvitték erre a kiállításra, hogy abból tanuljanak tartást, arckifejezést és ruházkodást, mivel ekkoriban Hollandiában a klasszikus, fennkölt jeleneteket leginkább már csak festményekről lehetett megismerni.
A magyar zeneszerzők közül Liszt Ferenc volt a legnépszerűbb Hollandiában; jelentős volt emellett a magyar cigányzene hatása, ismertsége is.

### A kulturális kapcsolatok fellendülése a 19. század végén, a 20. század elején
A századforduló előtt jelentősen megélénkültek a holland-magyar kulturális kapcsolatok, elsősorban megint az utrechti egyetemen tanuló magyar diákok révén. Az élénkülés mozgatói voltak Nagy Zsigmond, valamint kicsit később Antal Géza, akik mindketten Cornelis Willem Opzoomer, a neves jogász, filozófus, teológus tanítványai voltak. Nagy Zsigmond az 1880-as évek első felében Nicolaas Beets, a kor holland költőfejedelme előadásait is hallgatta, akinek nagy tisztelője lett. Később ő lett az első külföldi, akit a Németalföldi Irodalmi Társaság a tagjai közé választott. Antal Géza feleségül vette Opzoomer professzor lányát, akiből A.S.C. Wallis néven sikeres írónő vált. Wallis egyik nagy sikere volt Az ember tragédiája lefordítása holland nyelvre.
A századforduló holland-magyar kulturális érintkezéseinek sajátos alakja volt Ritschl Giza hollandiai magyar költőnő, aki holland nyelvű verseket publikált. Ekkoriban vált világhírűvé a holland szocialista regény- és drámaíró, Herman Heyermans, akinek magyar fordításai is megjelentek, sőt az 1900-ban írt Op hoop van zegen című drámáját a Tanácsköztársaság idején Áldás reményében címmel színre is vitték Budapesten.
A 20. század első évtizedeiben Molnár Ferenc igen sok színdarabját (többek között Az ördög a Liliom, A testőr) fordították le és vitték színre nagy sikerrel Hollandiában. Ezek a darabok olyan hatással voltak a holland drámaírásra, hogy egyik holland drámaíró, Ary den Hertog (1889-1958) a „holland Molnár” ragadványnevet kapta. Természetesen megjelent holland nyelven is A Pál utcai fiúk (De jongens van de Pálstraat, 1938).
Az első világháború után Herczeg Ferenc Kék róka című darabja (De blauwvos, 1919), Az élet kapuja (De poort van het leven) és Pro libertate! (Vuur in de nacht) című művei jutottak el a holland közönséghez. Harsányi Zsolt (Magyar rapszódia), Körmendi Ferenc (Budapesti kaland), Földes Jolán (A halászó macska utcája) népszerű olvasmányok lettek Hollandiában. Földes és Körmendi fordítója Madelon Székely-Lulofs asszony (1899-1958) volt.

## Magyar–holland kapcsolatok a 20. században
A Magyarországi Tanácsköztársaság bukása után baloldali és zsidó származású magyar menekültek, főleg értelmiségiek nagyobb hulláma érkezett Hollandiába. Hamarosan megkezdődött a holland jótékonysági akció is a háború után nélkülöző gyermekek, árvák ideiglenes vagy állandó befogadására.
A kedvező gazdasági és belpolitikai helyzetű ország sok neves vagy éppen Hollandiában közismertté váló tehetséget vonzott. Közük volt Révész Géza zenepszichológus egyetemi tanár, Frid Géza zongoraművész és zeneszerző, de a műszaki tudományok képviselői is gazdagították a ipart és oktatást. Az utrechti egyetemen teret kapott a magyar nyelv és irodalom oktatása Elly Hoekstra egyetemi magántanár irányításával, munkáját 1971-től 1975-ig Sivirsky Antal folytatta, mint az utrechti magyar nyelv és irodalmi intézet vezetője. Később Groningenben és Amszterdamban is elkezdődött a magyar nyelv egyetemi oktatása. Zenei téren Willem Mengelberg holland karmester hasonló hírnévre tett szert Magyarországon, mint Bartók Béla vagy Kodály Zoltán Hollandiában.
A magyarok egy része a holland gyarmatokra vándorolt ki, mint Székely László (elhunyt 1945-ben), aki a mai Indonéziában lett ültetvényes, és felesége, Madelon Lulofs, a neves író, műfordító, aki számos magyar irodalmi művet fordított hollandra. A Székely-Lulofs házaspár mindkét nyelvterületen ápolta a holland-magyar kulturális kapcsolatokat.

### „Magyar ablak” a holland királyi palotában

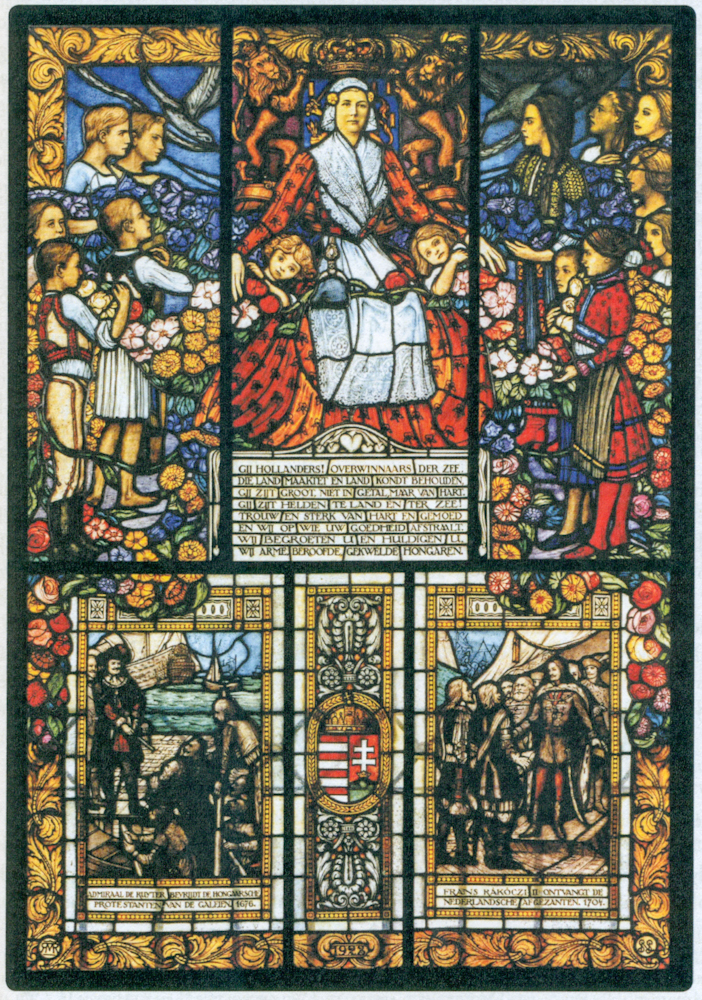
A „Magyar ablak” a hágai holland királyi palotában

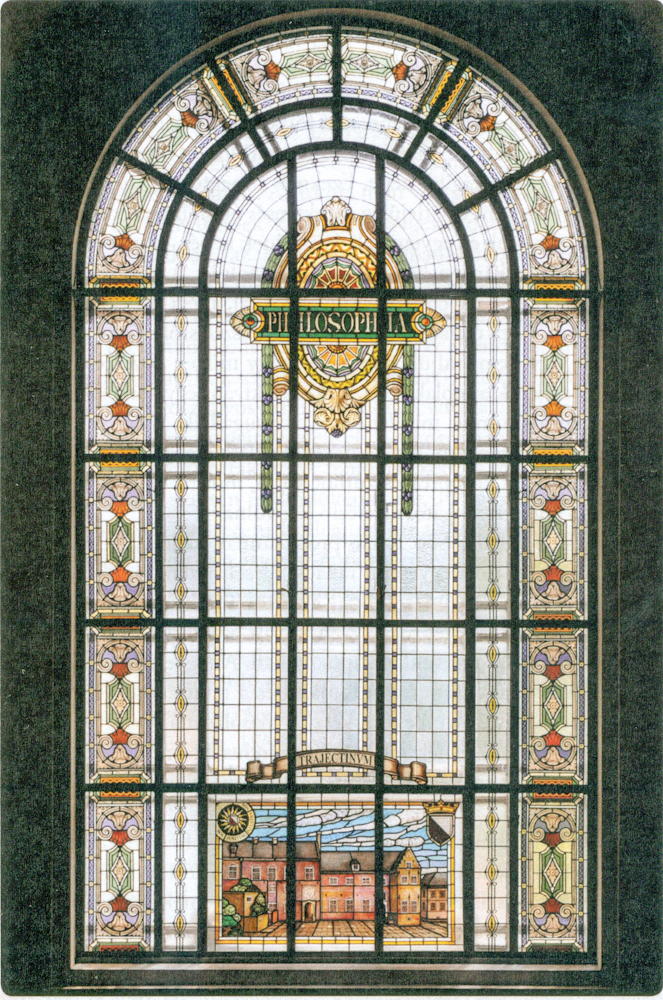
Utrechtet is ábrázoló festett üvegablak a Debreceni Egyetemen

Hollandia az első világháború után a hagyományos holland jótékonyság jegyében igen sok magyarországi árva vagy rendkívül rossz körülmények között élő gyermeket fogadott be. Vilma holland királynő a magyarok hálája jeléül 1923-ban egy 202x137 cm nagyságú színes üvegablakot kapott uralkodása 25. évfordulójára a budapesti Holland-Magyar Társaságtól. Az üvegablakot Nagy Sándor tervezte, Róth Miksa és Gyermek László kivitelezte. A királynőt az alkotás a szegény magyar gyermekek oltalmazójaként ábrázolja. Az üvegablakot 1989-ben a hágai Noordeinde királyi palota nyugati szárnyának egyik első emeleti ablaknyílásában helyezték el. Az ablak elkészítésében és átadásában nagy szerepet játszott felsőgelléri Antal Géza (holland iratokban felbukkanó nevén Gera d'Aural), aki holland feleségével együtt élénk kultúrdiplomáciai tevékenységet folytatott, majd 1924-től a Dunántúli Református Egyházkerület püspöke lett. Érdekesség, hogy a Debreceni Egyetem aulájában is utal egy, az Utrechti Egyetemet ábrázoló, 1938-ban, a debreceni protestáns oktatás 400. évfordulójára készült festett üvegablak a magyar–holland egyetemi kapcsolatokra.

### Képzőművészet
Az első világháború alatt a semleges Hollandiában kevés magyar művész élt, ezért különösen érdekes, hogy az Európa-szerte híressé vált képzőművészeti csoport és folyóirat, a De Stijl alapításában részt vett Huszár Vilmos magyar festőművész is. Ő készítette a De Stijl logóját, és a második számban megkezdte Esztétikai elmélkedések című sorozatát. 1921-ben a lap beszámolt Kassák Lajosról, illetve az akkor már Bécsben kiadott Ma című folyóiratáról. A De Stijl 1922. júliusi száma már a (külföldi) magyar művészet számos korabeli alkotásával ismertette meg az olvasót; ekkor jelent meg Moholy-Nagy László cikke is. A következő számban megjelent a Ma körül kialakult művészcsoport (Kassák, Barta, Mácza János, Moholy-Nagy és mások) állásfoglalása az individualizmus ellen és a forradalmi kollektivizmus mellett.

### Kulturális kapcsolatok a második világháború után
A második világháború után a két ország társadalmi rendszere különböző utakra lépett. Az ötvenes években is volt egy hollandiai magyar értelmiségi csoport, amely ápolta a két nemzet közötti kulturális kapcsolatokat. 1951-ben hollandiai magyar egyetemi hallgatók alapították a Hollandiai Mikes Kelemen Kört, ami elsősorban elsősorban az ottani magyar irodalmi életet élénkítette. Számos más magyar egyesület is létrejött, amelyeknek művelődési célkitűzései is voltak. Az egyházak is ápolták a magyarságtudatot. A hollandiai magyaroknak időnként sikerült a holland közvéleményt is tájékoztatni a magyar kultúráról, tudományos események, publikációk, tánc- és énekcsoportok fellépése révén. Az 1956-os forradalom után Hollandiába érkező magyar emigránsok tömegeinek is szellemi otthont tudtak nyújtani a már ott tevékenykedő magyar szervezetek.
A hidegháború alatt sem szűnt meg a magyar irodalom hollandra fordítása és kiadása. Mikszáth Kálmán, Gárdonyi Géza, Zilahy Lajos, Illés Béla több műve jelent meg holland nyelven. Frid Géza Bartók-egyesületet alapított a magyar zene népszerűsítésére. Folytatódott a magyar képzőművészek alkotó munkája és az egyetemi magyar oktatás is.
1956 után, a magyar forradalom iránti rokonszenv nyomán tovább élénkült a hollandok érdeklődése a magyar kultúra iránt. A kulturális kapcsolatok szerződéses formában öntésére 1968. február 14-én került sor, amikor a Magyar Népköztársaság és a Holland Királyság Budapesten kulturális egyezményt kötött. Ennek nyomán 1986-ban Magyarországon rendeztek holland kulturális hetet, amit 1987-ben viszonoztak Hollandiában magyar kulturális héttel. Öt évszázad kétoldalú kulturális kapcsolatai jutottak ezzel egy újabb kiemelkedő állomásra.

### Beatrix királynő magyarországi látogatásai
A hidegháború utáni enyhülés, a kétoldalú kapcsolatok jelentős fejlődése idején, 1986 októberében Losonczi Pál, az Elnöki Tanács elnöke meghívására hivatalos látogatást tett Magyarországon Beatrix holland királynő, és férje, Claus herceg. A holland királynő a látogatás során pohárköszöntőjében elmondta: Hollandia és Magyarország kezdettől fogva ugyanahhoz az európai kultúrkörhöz tartozik, Magyarország évszázadok óta erősen foglalkoztatja a hollandok képzeletét, sokakban mély szimpátiát ébresztett. A Hollandiában működő magyar tudósok hozzájárultak ahhoz, hogy a humanizmus fejlődésnek induljon Európában, s ekkoriban számos magyar író művei holland nyomdákon keresztül jutottak el olvasóikhoz. A királynő külön megemlékezett a magyar zeneszerzők felbecsülhetetlen teljesítményeiről, valamint azokról a magyar muzsikusokról, akik évről évre eljuttatják ezt a zenét más országokba, köztük Hollandiába is.
1996-ban a holland királynő újra hivatalos látogatást tett Magyarországon. Wim Kok miniszterelnök a látogatás előtt interjút adott a Népszabadságnak, amiben elmondta: a királynő évente csupán két-három hivatalos állami látogatást tesz külföldön, ezek többsége is viszontlátogatás. Hollandia és Magyarország egymástól távoli, viszonylag kis ország, nagy szomszédokkal, de kapcsolataik kitűnőek. A háború utáni 45 év ugyan elválasztotta őket a vasfüggönnyel, de az emberi kapcsolatok nem szakadtak meg, nagy az érdeklődés egymás iránt, gazdagok a kulturális kapcsolatok.